# Lijst van afleveringen van SamSam
Dit is een lijst van afleveringen van de Nederlandse komedieserie SamSam.

## Seizoen 1 (1994)
| Aflevering (seizoen) | Aflevering (serie) | Titel                              | Uitzenddatum      | Samenvatting | Bijzonderheden en gastrollen                                                                         |
| -------------------- | ------------------ | ---------------------------------- | ----------------- | --- | --- |
| 1                    | 1                  | De juiste man op de juiste plaats  | 5 september 1994  | Chris en Jo ontdekken tot hun verbazing een onbekende jongeman genaamd, Jimmy de Waard, in de badkamer. Jimmy blijkt populair te zijn bij de dames (en Riet) en zij willen dat hij blijft. Of huismeester Nol Brouwer dat zal accepteren, zal nog blijken.                                       | Daniëlla Mercelina als Babette                                                                       |
| 2                    | 2                  | En dan moeder ook nog              | 12 september 1994 | Chris' moeder uit Noord-Brabant komt op bezoek en Chris vreest dat haar moeder het afkeurt dat ze op kamers woont met een man. Chris doet daarom alles om Jimmy verborgen te houden tijdens het bezoek van haar moeder.                                                                          | Hetty Verhoogt als moeder van Chris                                                                  |
| 3                    | 3                  | Wat een avond                      | 19 september 1994 | Jo heeft een date maar is onzeker, dus roept zij de hulp in van Jimmy en zijn kookkunsten. Jo was echter niet op de hoogte van de voedselwens van haar date. | Tamer Avkapan als Derek                                                                              |
| 4                    | 4                  | De man van de wedstrijd            | 26 september 1994 | Jimmy is, bij gebrek aan beter, geselecteerd voor het voetbalteam van de technische hogeschool. Nol en Jimmy raken in een twist over wie tot de beste voetballers aller tijden behoren. | Koos van der Knaap als Dr. Frits Steinbree, Bram Legerstee als Tom, Jeffrey Spalburg als Barry       |
| 5                    | 5                  | Zonder geld begin je niks          | 3 oktober 1994    | Er is ingebroken bij Jo, Chris en Jimmy en het bedrag voor de huur van vorige maand lijkt te zijn buitgemaakt. Omdat niemand snel aan geld kan komen, proberen ze Nol te ontlopen wanneer hij over de huur begint.                                                                               | Paul van Soest als politieagent, Cynthia Abma als politieagente, Hans Beijer als bankmedewerker      |
| 6                    | 6                  | Met z’n tweeën                     | 10 oktober 1994   | Lex doet zijn intrede en hij is nogal onder de indruk van Jimmy's woonsituatie. Chris voelt zich erg ongemakkelijk omdat ze eigenlijk een sterke aantrekkingskracht voelt tot Jimmy. | Eerste aflevering met Lex Joost Buitenweg als Lex, Carolina Mout als Annette, Annick Boer als Sandra |
| 7                    | 7                  | Kinderen en honden niet toegestaan | 17 oktober 1994   | Lex heeft een aantal honden waar hij graag vanaf wil, maar dat blijkt moeilijk te zijn. Jo, Chris en Jimmy willen er graag eentje hebben, maar dat is tegen de huisregels. | Danny de Kok als Stan                                                                                |
| 8                    | 8                  | Als de baas van huis is            | 24 oktober 1994   | Nol en Riet gaan een weekend weg en Chris, Jo en Jimmy profiteren daarvan door een feest te geven op hun verdieping. Nol krijgt een koekje van eigen deeg als hij zijn auto een stuk verplaatst.                                                                                                 | Casper van Bohemen als Mark, Hein van Beem als Richard, Andre Breedland als Toine                    |
| 9                    | 9                  | Stoere jongens, ferme knapen       | 31 oktober 1994   | Jimmy's ego raakt gekrenkt wanneer hij in café The Boulevard vernederd wordt door een sterke klant. Om zijn reputatie te herstellen, probeert hij zich sterker voor te doen dan hij in werkelijkheid is.                                                                                         | Rolf Leenders als Niek, Daan Dillo als Dick                                                          |
| 10                   | 10                 | Ik val op oudere mannen            | 7 november 1994   | Chris heeft verkering met een oudere man, wat Jimmy ergert. Jimmy ontdekt per ongeluk dat Chris' nieuwe vriend een dubbele agenda heeft, en hij voelt zich verplicht om dit aan Chris te vertellen.                                                                                              | Guido Jonkers als Harold Kras, Marloes van den Heuvel als Mevrouw Kras                               |
| 11                   | 11                 | Holland-Duitsland                  | 14 november 1994  | Ter gelegenheid van Nol en Riets 20-jarige jubileum, nodigt Chris hun uit om bij haar en de anderen te komen eten. Jimmy's Duitse vriend, Franz, komt ook alleen heeft Nol het niet zo op 'moffen'.                                                                                              | Till Topf als Franz Wassermann                                                                       |
| 12                   | 12                 | Riet is er niet                    | 21 november 1994  | Riet gaat een week weg naar haar zus in Velp, en Nol ziet dit als een kans om de bovenetage te verbouwen en zo financieel voordeel te behalen. Om dit te realiseren, moet het huurcontract met de bovenburen worden ontbonden. Wanneer dit niet vrijwillig lukt, bedenken Nol en Henny een list. | Frits Lambrechts als Henny, Marnie Blok als makelaar                                                 |
| 13                   | 13                 | Plaats vergaan                     | 28 november 1994  | Jimmy is gezakt voor het eerste jaar en besluit om terug te gaan naar zijn geboortestreek om bij zijn vader in de fabriek te gaan werken. Lex probeert misbruik te maken van de situatie, nu Jimmy's kamer vrijkomt.                                                                             | Jan Nonhof als meneer De Geus, Donald Jones als meneer De Waard                                      |

## Seizoen 2 (1995)
| Aflevering (seizoen) | Aflevering (serie) | Titel                      | Uitzenddatum     | Samenvatting | Bijzonderheden en gastrollen |
| -------------------- | ------------------ | -------------------------- | ---------------- | --- | --- |
| 1                    | 14                 | Zet maar op zolder         | 1 januari 1995   | Lex verliest zijn kamer na een conflict met zijn verhuurder en verblijft tijdelijk bij Jimmy. Chris en Jo raken al snel geïrriteerd door Lex, omdat hij geen rekening met ze houdt. Er is ruimte beschikbaar op zolder, maar deze moet eerst worden opgeruimd. Tijdens het opruimen doen Chris en Jo een onverwachte vondst. | Joop Wittermans als Zaal |
| 2                    | 15                 | Koken en sex               | 8 januari 1995   | Jimmy heeft een date gepland, helaas deze wordt verstoord door Chris. Ondertussen is Lex druk bezig met het inrichten van zijn zolderkamer en zou hij wat hulp goed kunnen gebruiken. | Marjolein Macrander als Angela |
| 3                    | 16                 | Voor niks gaat de zon op   | 15 januari 1995  | Nol heeft geld nodig en besluit Rietjes hoogtezon aan Lex te verkopen. Lex verkoopt de hoogtezon vervolgens door aan Jo. Wanneer Rietje erachter komt dat haar hoogtezon nu bij de bovenburen is, doet Nol zijn uiterste best om zelf buiten schot te blijven. | |
| 4                    | 17                 | Muizen en ander ongedierte | 22 januari 1995  | De bovenburen kampen met een muizenprobleem. Dit valt samen met het logeerbezoek van Riets moeder, die doodsbang is voor muizen. Nol, die haar niet kan uitstaan, ziet dit als een gunstige situatie. Ondertussen lopen de spanningen tussen Jimmy en Chris op het hoogtepunt als Jimmy besluit met Jo van bed te ruilen. | Sofie van den Krommenacker als Marjet |
| 5                    | 18                 | Hi ha motorpech            | 29 januari 1995  | Jimmy heeft twee kaarten bemachtigd voor de voetbalwedstrijd tussen PSV en Ajax en besluit Chris mee te nemen naar Eindhoven. Onderweg krijgen ze echter autopech. Jimmy moet al zijn overtuigingskracht inzetten als ze Ajax-supporters tegenkomen. Ondertussen heeft Nol een product besteld dat hem tien jaar jonger zou moeten laten lijken. | Gastoptredens van Edward Koldewijn, Bram Legerstee, Olaf Wijnants, Wobbe Zwart                                                                                   |
| 6                    | 19                 | Blufpoker                  | 5 februari 1995  | Jimmy moet een operatie ondergaan om zijn amandelen te laten verwijderen, waardoor hij een geplande pokeravond gaat missen. Chris neemt zijn plaats in, maar blijkt eigenlijk helemaal niet te kunnen pokeren. | Mylène d'Anjou als zuster, Victor Bottenbley als Frans, Hans Breetveld als Bernard, Guusje Westermann als Dr. Sybrands                                           |
| 7                    | 20                 | Plezier voor twee          | 12 februari 1995 | Chris wil een goede indruk maken op haar collega's tijdens een werkfeestje en besluit Jimmy mee te nemen. Om goed in de smaak te vallen bij het gezelschap, besluit Jimmy zich anders voor te doen dan hij is. | Gastoptredens van Ger Apeldoorn, Alexander van Bergen, Roemer Daalderop, Irma Deutekom, Mimi Kok, Barbara Labrie, Marcel de Vrije, Paulien Zuiderhoek            |
| 8                    | 21                 | Laat je rijden             | 19 februari 1995 | Nol heeft zijn eigen bier gebrouwen en besluit Jimmy te gebruiken om het te testen. Ondertussen moet Chris binnenkort afrijden en krijgt rijles van Jimmy. Tijdens een van de lessen veroorzaakt Chris een aanrijding. Wanneer de politie arriveert, vinden ze Jimmy achter het stuur. Na een blaastest, waarbij mogelijk Nols zelfgebrouwen bier een rol speelt, wordt Jimmy aangehouden en moet hij zich later voor de rechter verantwoorden. Tijdens haar rijexamen loopt Chris onverwachts een bekende tegen het lijf. | Cynthia Abma als Agente, Bert Bunschoten als rechter, Ellie van Dooren als officiere van justitie, Paul van Soest als Brigadier, Willem Westerman als examinator |
| 9                    | 22                 | Ik ben wie ik ben          | 26 februari 1995 | Chris en Jo komen in gesprek met een onbekende jonge vrouw die hun vertelt dat ze zwanger is van Jimmy de Waard. Door deze onverwachte wending ziet Jimmy zich genoodzaakt om zijn nieuwe vriendin ten huwelijk te vragen. | Con Meijer als de vader van Sasha, Loulou Rhemrev als Linda, Lone van Roosendaal als Sasha                                                                       |
| 10                   | 23                 | Afzender onbekend          | 5 maart 1995     | Chris ontvangt een bos rozen van een anonieme bewonderaar. Omdat ze geen idee heeft van wie de rozen zijn, besluit ze deze door te geven aan Riet. Nol, die ziet dat Riet de rozen heeft, wordt achterdochtig en vermoedt dat ze vreemdgaat. Hij wil koste wat kost achterhalen van wie de rozen afkomstig zijn. | Bert Apeldoorn als Bart, Martin van Steijn als Sander |
| 11                   | 24                 | Algemene ontwikkeling      | 12 maart 1995    | Jimmy solliciteert naar een baan als colporteur en bereidt zich voor door samen met Chris en Jo te oefenen in het verkopen van tijdschriften. Nol en Riet blijken de enige geïnteresseerden in de tijdschriften, maar door een fout in het verkoopproces vervalt Jimmy's commissie aan Nol. | Joe Montana als Dhr. Claes |
| 12                   | 25                 | Woningruil                 | 19 maart 1995    | Chris komt thuis met een nieuwe liefde en wil graag alleen zijn, maar hun samenzijn is Jimmy aan het verstoren. Wanneer Jimmy de volgende dag zijn eigen vriendin mee naar huis neemt, besluit Chris om hem op dezelfde manier te behandelen, waardoor ze elkaar met gelijke munt terugbetalen. | Ron Boszhard als Vincent, Mariëlle van Sauers als Amber, Annick Boer als Cindy                                                                                   |
| 13                   | 26                 | 't Is niet m'n broer       | 26 maart 1995    | Jimmy, Chris en Jo kampen met financiële problemen en zoeken manieren om rond te komen. Ondertussen blijkt Nol de belastingdienst te hebben opgelicht door ruim 20 jaar voor te wenden dat hij een zoon heeft. Wanneer een belastinginspecteur onverwachts langskomt, vraagt Nol aan zijn huurders om zich voor te doen als zijn zoon om zijn bedrog te verhullen. | Ger Smit als Dhr. De Nütter |

## Seizoen 3 (1996)
| Aflevering (seizoen) | Aflevering (serie) | Titel                         | Uitzenddatum | Samenvatting | Bijzonderheden en gastrollen |
| -------------------- | ------------------ | ----------------------------- | ------------ | --- | --- |
| 1                    | 27                 | Morgen ben ik de lul          |              | Nol neemt deel aan een karaokewedstrijd in de Boulevard, maar om mee te doen moest hij verplicht 20 kaartjes kopen. Om zijn investering terug te verdienen, probeert hij de kaartjes aan anderen te verkopen en nodigt hij hun uit om naar zijn zangoptreden te komen luisteren. Ondertussen krijgt Chris bezoek van haar moeder, die het nieuws brengt dat de zus van Chris een kind heeft gekregen. Op de dag van de karaokewedstrijd vindt de doop van het kind plaats. Chris en Jimmy grijpen deze gelegenheid aan om aan Nols evenement te ontsnappen. | Hetty Verhoogt als moeder van Chris, Arthur Boni als vader van Chris, Magali de Frémery als Ineke, Herman Bolten als Klaas                                                            |
| 2                    | 28                 | 14 jaar en ouder              |              | Chris viert haar verjaardag en ontvangt een videocamera van haar nieuwe vriend. Ondanks haar enthousiasme blijkt ze echter niet bijzonder getalenteerd in het vastleggen van interessante beelden. Tegelijkertijd koopt Lex via een vriend enkele in beslag genomen pornofilms. Hij komt echter bedrogen uit wanneer hij ontdekt dat het om een andere film gaat | Christine Bijvanck als Rita, Erik Koningsberger als Kelvin |
| 3                    | 29                 | Nol, de drakendoder           |              | Nol vraagt vriend Jerry om een klusje uit te voeren, maar Jerry, die bekend staat als iemand die liever lui dan bezig is, overtuigt Nol ervan dat er sprake is van houtworm in het huis. Hij probeert Nol op deze manier op te lichten. Als gevolg van de zogenaamde houtwormbestrijding moeten Jimmy en Chris noodgedwongen tijdelijk bij Nol en Riet overnachten. | Erik Arens als Tom, IJf Blokker als Jerry, Marina de Graaf als Vivian, Olaf Malmberg als Klaas                                                                                        |
| 4                    | 30                 | Geen C te hoog                |              | Chris besluit Jimmy pianoles te geven en ze gebruiken hiervoor de oude piano van Nol en Riet. Tot ieders verrassing blijkt Jimmy een natuurtalent te zijn. Ondertussen moet Nol de remmen van zijn auto laten repareren en vriend Jerry belooft dat hij dit goedkoop kan regelen. Om aan het benodigde geld te komen, verkoopt Nol de oude piano aan Jimmy. Echter, wanneer blijkt dat de piano niet via de trap naar boven gedragen kan worden, komt Jerry met een creatieve oplossing.                                                                    | |
| 5                    | 31                 | Ongeloooofelijk               |              | Nol en Riet hebben een conflict over wie er televisie mag kijken: Nol wil een bokswedstrijd zien en Riet wil een romantische film kijken. In een poging om toch zijn zin te krijgen, besluit Nol de afstandsbediening te verstoppen. Ondertussen komt Jimmy in een ongelukkige situatie terecht waarbij zijn teen vast komt te zitten in de badkraan. Hierdoor loopt hij het risico de bokswedstrijd te missen. | |
| 6                    | 32                 | Het is grijs en het zingt     |              | Chris krijgt van haar baas twee kaartjes voor een concert van Frank Sinatra. Jimmy, die erg graag naar het concert wil, besluit alles in het werk te stellen om de kaartjes van Chris te krijgen door haar te helpen met verschillende klusjes. Tegelijkertijd koopt Nol een grijze papegaai voor Riet als cadeau voor hun trouwdag. Om de verrassing geheim te houden, verbergt hij de papegaai tijdelijk bij de bovenburen. | |
| 7                    | 33                 | Einde lol                     |              | Jimmy, Chris en Jo zijn van plan een feest te geven, maar stuiten op weerstand van Nol die het hun verbiedt. Riet is echter wel akkoord en geeft haar toestemming. Om alsnog zijn zin te krijgen, saboteert Nol het feest door ervoor te zorgen dat er geen gasten komen. Wanneer Riet ontdekt wat Nol heeft gedaan, is ze zo teleurgesteld dat ze besluit bij hem weg te gaan. Dit leidt ertoe dat Nol spijt krijgt van zijn acties. | Monique Smal als Mevrouw Klundert |
| 8                    | 34                 | Vier hoog achter              |              | Het huurcontract van de jongeren loopt af en Nol ziet dit als een kans om de huur te verhogen naar 50 gulden per persoon. Geconfronteerd met deze verhoogde huurkosten, besluiten Jimmy, Chris en Jo dat ze een nieuwe huurder nodig hebben om de extra kosten te kunnen dekken en zo in hun huis te kunnen blijven wonen. | Joep Sertons als Paolo, Kietje Sewrattan als Marlies |
| 9                    | 35                 | De generatiekloof             |              | Jimmy heeft een spannende avond gepland met Chris, maar zijn plannen worden onverwachts onderbroken. Riet, die een reünie van haar oude school gaat bijwonen, wil dat Jimmy, Jo, en Chris haar vergezellen omdat Nol weigert mee te gaan en zichzelf opsluit in de wc. Hierdoor moet Jimmy zijn plannen opzij zetten en met de anderen mee naar de reünie, wat zijn oorspronkelijke plannen flink in de war stuurt. | Frans Vrolijk als portier |
| 10                   | 36                 | Een man heeft een hobby nodig |              | Chris heeft tijdens een avond uit een meisje ontmoet dat net gedumpt is door haar vriend. Omdat dit incident Chris doet vinden dat alle mannen hetzelfde zijn, besluit ze een test op te zetten voor Jimmy. Ze regelt een afspraak tussen het meisje en Jimmy om te zien of hij zich fatsoenlijk kan gedragen en zijn zelfbeheersing kan bewaren. Dit wordt een echte uitdaging voor Jimmy om te bewijzen dat niet alle mannen gelijk zijn. | Esther Waij als Kim, Bas Grevelink als agent |
| 11                   | 37                 | Moeders lieveling             |              | Jimmy's oudere broer, Mickey, komt op bezoek en maakt al snel indruk op Chris vanwege zijn succes. Jimmy, die jaloers is op de aandacht die zijn broer krijgt, probeert tijdens een etentje in een chique restaurant zelf indruk te maken op zowel Chris als Mickey. Hij wil laten zien dat hij ook zijn eigen successen en kwaliteiten heeft, maar deze poging om te imponeren zet hem mogelijk voor nieuwe uitdagingen. | Eerste deel van een drieluik. Met Eric van Sauers als Mickey |
| 12                   | 38                 | Roet in het eten              |              | De aantrekkingskracht tussen Chris en Mickey groeit, wat voor Jimmy moeilijk te verdragen is. Lex probeert Jimmy op te vrolijken door hem in contact te brengen met twee dames. Ondertussen probeert Nol geld te besparen door de centrale verwarming uit te laten en de open haard aan te steken, maar dit verloopt niet zonder problemen. Wanneer Jimmy uiteindelijk besluit zijn gevoelens voor Chris kenbaar te maken, komt hij tot de ontdekking dat het al te laat is...                                                                              | Tweede deel van een drieluik. Mirjam de Rooij als Bo, Ellemijn Veldhuijzen van Zanten als Knorrie                                                                                     |
| 13                   | 39                 | Daar gaat de bruid            |              | Terwijl de voorbereidingen voor de bruiloft van Chris en Mickey in volle gang zijn, erkent Jimmy dat zijn broer Mickey in veel opzichten zijn meerdere is. Ondertussen is Riet teleurgesteld omdat ze denkt dat ze niet is uitgenodigd voor de bruiloft. Na de huwelijksvoltrekking vertrekt het pasgetrouwde stel, Chris en Mickey, naar Italië voor hun huwelijksreis. | Derde deel van een drieluik, laatste vanuit het Britse origineel vertaalde aflevering. Agaath Meulenbroek als Mevrouw de Waard, Ellen Röhrman als ambtenares van de burgerlijke stand |

## Seizoen 4 (1997)
| Aflevering (seizoen) | Aflevering (serie) | Titel                      | Uitzenddatum | Samenvatting | Bijzonderheden en gastrollen                                                                   |
| -------------------- | ------------------ | -------------------------- | ------------ | --- | ---------------------------------------------------------------------------------------------- |
| 1                    | 40                 | Opgestaan is plaatsvergaan |              | Na een mislukt huwelijk keert Chris terug en wil haar oude kamer terug. Om ruimte te maken, proberen Jimmy en de anderen Lex over te halen om bij zijn vriendin in te trekken. Ondertussen besluiten Nol en Riet om te stoppen met roken. Hoewel Riet vastberaden lijkt, ondervindt Nol veel moeite met deze verandering en worstelt hij om zijn roken op te geven. | Lone van Roosendaal als Bonnie, Jak Bakker als Mr. Rutjes, Ilse Telleman als Lerares           |
| 2                    | 41                 | Kip ik heb je              |              | Nol ontvangt een brief van het GAK en moet opkomen voor een herkeuring. Ondertussen kampen Chris en Jimmy met werkloosheid en is Jo de enige die nog inkomsten heeft. Wanneer Jimmy een bezoek brengt aan het Arbeidsbureau, wordt hij gedwongen te solliciteren bij een fastfoodketen. Tijdens het inwerktraject komt hij onverwacht Nol tegen. Samen besluiten ze het inwerktraject te saboteren in de hoop niet aangenomen te worden, maar of dat lukt is nog maar de vraag.                     | Bas Grevelink als Lars, Femke Bakker als Alexandra                                             |
| 3                    | 42                 | Schokkende beelden         |              | Jo heeft een zonnebank gekocht die veel te duur blijkt te zijn, wat financiële stress veroorzaakt. Om wat extra geld te verdienen, besluiten Lex en Jimmy als paparazzi aan de slag te gaan door afgeluisterde politiemeldingen te filmen en door te verkopen. Ondertussen kampt Riet met slaapproblemen door haar angst voor inbrekers en het luide gesnurk van Nol, wat haar nachtrust verder verstoort.                                                                                          |                                                                                                |
| 4                    | 43                 | Regel 1: Geen regels       |              | Chris heeft zoveel regels opgesteld in het huishouden dat Jimmy haar uittest om eens te leven zonder enige regels, om te zien hoe ze het zonder haar gebruikelijke structuur zou redden. Dit leidt tot een interessante situatie waarin Chris wordt gedwongen haar comfortzone te verlaten. Ondertussen gaat Jo uit met een man van middelbare leeftijd, die moeite heeft om zich naar zijn leeftijd te gedragen, wat voor interessante en mogelijk gênante situaties zorgt.                        | Alfred van den Heuvel als Kasper                                                               |
| 5                    | 44                 | Koken met panne            |              | Jimmy heeft het geluk om kooklessen te ontvangen van de beroemde televisiekok Joop Braakhekke, wat een spannende kans voor hem is om zijn culinaire vaardigheden te verbeteren. Tegelijkertijd worstelt Jo met persoonlijke vragen over haar afkomst. Ze heeft vermoedens dat ze de dochter zou kunnen zijn van een beroemde popartiest. Gedreven door deze mogelijkheid, nodigt Jo haar moeder uit om eens en voor altijd duidelijkheid te scheppen en de waarheid over haar vader te onthullen.   | Gastoptreden Joop Braakhekke                                                                   |
| 6                    | 45                 | Een echte man              |              | Chris is in een relatie verwikkeld met een stoere luchtvaartofficier, die haar hart heeft veroverd met zijn charme en moed. Echter, Jimmy komt erachter dat deze officier een verborgen kant heeft, wat twijfels oproept over zijn ware aard. Tegelijkertijd heeft Nol zich opgeworpen als scheidsrechter bij een voetbalwedstrijd van de E-pupillen. Hoewel hij vol goede intenties is, loopt de wedstrijd niet zoals gepland.                                                                     | Eric Corton als Henk, John Vis als Rambo, Pim Daane als bezorger                               |
| 7                    | 46                 | Teveel voor één man        |              | Jimmy's nieuwe relatie met een oudere vrouw krijgt een complexe wending wanneer blijkt dat haar 'kind' eigenlijk een wellustige tiener is. Zij heeft haar zinnen gezet op Jimmy en doet een poging om hem te verleiden, wat zorgt voor een ongemakkelijke situatie voor Jimmy. Ondertussen zit Nol in een lastig parket na een aanrijding met een Hells Angel. Uit angst voor mogelijke confrontaties of wraak, probeert hij deze motorrijder te ontlopen.                                          | Tanneke Hartzuiker als Henriëtte, Eva Duijvestein als Floor, Wobbe Zwart als Hells Angel       |
| 8                    | 47                 | Medisch centrum Nol        |              | Nol belandt in het ziekenhuis en naast hem ligt een andere patiënt die opvallend veel aandacht krijgt van Riet. Nol, bekend om zijn jaloerse aard, begint zich ongemakkelijk en achtergesteld te voelen door de aandacht die Riet aan zijn buurman besteedt, wat leidt tot gevoelens van jaloezie en competitie in de ziekenhuiskamer. Tegelijkertijd worstelt Jimmy met financiële problemen, maar krijgt onverwachts de kans om zijn inkomen aan te vullen door als radio-dj aan de slag te gaan. | Jaap Stobbe als Cees Meyer, Peter Schneider als dokter, Ton van Wolde als patiënt              |
| 9                    | 48                 | Slaap kindje slaap         |              | Riet is wanhopig omdat Nol geen affectie meer toont. Tegelijkertijd weigert Jimmy een baankans, waarna Chris hem verwijtend met Nol vergelijkt. In een onverwachte wending ervaart Jimmy een lucide droom waarin hij en Nol van rol wisselen, waardoor beiden een dag in elkaars schoenen staan. | Marit van Bohemen als Marion, Gabriëlle Hafkenscheid als Moniek                                |
| 10                   | 49                 | Undercover met koffer      |              | Jimmy, Chris, Jo, Lex, Nol en Riet belanden in een penibele situatie wanneer ze door de Narcoticabrigade worden gearresteerd na de vondst van een partij xtc in een koffer. Ze moeten verklaren hoe ze bij deze drugs betrokken zijn geraakt, wat leidt tot een complexe verklaring van gebeurtenissen en onderlinge relaties die onder de loep worden genomen. | Just Meijer als Alfred, Edmond Classen als stem van verhoorder, Arie Kant als Rechercheur Stan |
| 11                   | 50                 | M'n duifje                 |              | Nol is enthousiast omdat hij denkt een echte race-duif gekocht te hebben. Hij ziet het al helemaal voor zich om geld te verdienen als duivenmelker, dromend van succes in duivenraces. Ondertussen heeft Lex problemen met zijn relatie: hij zit onder de plak bij zijn vriendin Bonnie. Jimmy merkt dit op en vindt dat Lex meer voor zichzelf moet opkomen. | Mylène Duijvestein als Vertegenwoordigster                                                     |
| 12                   | 51                 | De buik vol                |              | Jo vermoedt dat ze zwanger is en het lijkt erop dat Jimmy de vader is, wat voor de nodige spanning zorgt. Ondertussen overweegt Riet zich als gastouder aan te bieden, maar Nol staat hier aanvankelijk niet achter. Zijn mening verandert echter snel wanneer hij ontdekt hoeveel hij daarmee kan verdienen. | Birke Zeegers als vriendin Lex                                                                 |
| 13                   | 52                 | De regressie-sessie        |              | Jimmy heeft een verhouding met een vrouw die gelooft dat zij en Jimmy in hun vorige leven met elkaar getrouwd waren. | Alwien Tulner als Mara, Cello Hoekstra als Wilbert, Jan de Groot als Stem Therapeut            |

## Seizoen 5 (1998)
| Aflevering (seizoen) | Aflevering (serie) | Titel                 | Uitzenddatum | Samenvatting | Bijzonderheden en gastrollen |
| -------------------- | ------------------ | --------------------- | ------------ | --- | --- |
| 1                    | 53                 | Room without a view   |              | Lex verlaat zijn zolderkamer, die Jimmy vervolgens betrekt. Ondertussen bezoekt Jo's neef, Enno, het huis en hij merkt al snel de onderhuidse spanning tussen Jimmy en Chris. Enno voelt zelf ook een aantrekkingskracht tot Chris, wat de situatie nog gecompliceerder maakt. Tegelijkertijd overweegt Riet de aanschaf van een nieuw bed nadat Nol opnieuw klaagt over "rugklachten". | Hans Breetveld als Enno |
| 2                    | 54                 | Men in white          |              | Jimmy en Chris hebben aanhoudend moeite met het vinden van een baan, en tot overmaat van ramp verliest ook Jo haar werk. Gelukkig keert het tij wanneer Jimmy een baan aangeboden krijgt in een restaurant, waar hij Jo introduceert als serveerster. Ondertussen droomt Nol van een uitstapje naar een pretpark in Parijs, maar Riet staat niet te springen om te gaan. Chris voelt intussen de afstand des te meer nu Enno naar Japan is vertrokken, en ze mist hem erg. | Irma Hartog als Carla |
| 3                    | 55                 | Deaf and deafer       |              | Nol ontdekt dat hij in aanmerking komt voor een subsidie vanwege mogelijke schade aan de fundering van hun huis. Hij ziet dit als een kans om er financieel voordeel uit te halen. Ondertussen ondervindt Jimmy gehoorproblemen nadat hij tijdens een feest te dicht bij de luidsprekers zat. Aan het liefdesfront heeft Chris twijfels over haar relatie met Enno, aangezien ze nog niet intiem zijn geweest; ze vraagt zich af of hij haar wel aantrekkelijk genoeg vindt. | |
| 4                    | 56                 | All you need          |              | Chris denkt de volmaakte partner in Enno te hebben gevonden, een man die conflicten graag uit de weg gaat. Echter, een jaloerse Jimmy ziet dit en besluit Enno uit te testen in een poging zijn geduld te testen. Ondertussen is Riets tante overleden en gecremeerd. Terwijl Riet de as van haar tante thuis wil bewaren, stuit ze op tegenstand van Nol, die hier niet achter staat. | |
| 5                    | 57                 | Rollerblade           |              | Jimmy wil leren rolschaatsen om indruk te maken op zijn nieuwe vriendin. Riet wil auditie doen voor een zangkoor en laat Nol horen wat ze in huis heeft. | Anousha Nzume als Jacinda |
| 6                    | 58                 | The German connection |              | Nol en Riet plannen een huizenruil voor een week met een gezin uit de Ardennen. Wanneer Nol erachter komt dat het gezin uit het Duitse deel van de Ardennen komt, is hij minder enthousiast over het vooruitzicht. Ondertussen blijft de spanning tussen Jimmy en Enno bestaan. Om een punt te maken, besluit Chris om te laten zien dat zij ook goed kan opschieten met Jimmy's nieuwe vriendin, in een poging om Jimmy te bewegen hetzelfde te doen met Enno. | Mary-Lou van Stenis als Lianne, Gert-Jan Louwe als Herbert                                                                           |
| 7                    | 59                 | Back to the seventies |              | Lex is bezig met het organiseren van een 'back to the seventies' feest, waarbij hij hoopt op een nostalgische sfeer met bijpassende muziek en kleding. Ondertussen probeert Jimmy een donatie te doen aan een spermabank, maar hij slaagt er niet in om te presteren. Als Lex hier lucht van krijgt, dreigt hij om Jimmy's mislukking publiekelijk bekend te maken, wat voor Jimmy een beschamende situatie oplevert. Tegelijkertijd worstelt Chris met haar gevoelens; hoewel ze van Enno houdt, droomt ze nog steeds over Jimmy, wat haar in verwarring brengt over haar werkelijke gevoelens. | Esther Leenders als Tanja |
| 8                    | 60                 | Scream 3              |              | Terwijl Chris een weekje weg is, besluiten Jimmy en Lex om Jo de stuipen op het lijf te jagen tijdens het kijken van een horrorfilm. Tegelijkertijd raakt Riet ervan overtuigd dat iemand in hun huis sluipt om haar ondergoed te stelen. Ze neemt Jo mee in haar angst, wat voor een gespannen sfeer in huis zorgt. | Ewout Bomert als Bram |
| 9                    | 61                 | Planet of the babes   |              | Nol ziet op tegen een weekend waarin zijn tante komt logeren en probeert manieren te vinden om onder haar bezoek uit te komen. Ondertussen plant Enno een trip naar Arnhem om de gorilla's te bezoeken en nodigt Chris uit om mee te gaan. Chris, die eigenlijk hoopte op een romantisch uitje, is teleurgesteld door het voorstel en besluit niet mee te gaan. Dit biedt Nol de perfecte ontsnappingsmogelijkheid; hij grijpt de kans om met Enno mee te gaan, zodat hij niet thuis hoeft te zijn als zijn tante arriveert. | Ella Snoep als Tante Aaf |
| 10                   | 62                 | Jim the knife         |              | Jimmy bevindt zich in een precaire situatie wanneer zijn baas vermoord wordt en hij een alibi nodig heeft. Hij wendt zich tot Chris om hem te helpen zijn onschuld te bewijzen door hem een alibi te verschaffen. Ondertussen is Nol ervan overtuigd dat hij een kostbaar naaktschilderij heeft gekocht. Hij raakt zo gefascineerd door het kunstwerk dat het lijkt alsof hij het meer bewondert dan zijn partner Rietje, wat tot spanningen leidt. In een onverwachte wending besluit Jo, die het zat is voortdurend voor een prostituee te worden aangezien, om juist in een bordeel te gaan werken. Ze hoopt hiermee controle te krijgen over hoe anderen haar zien en haar narratief te bepalen, ondanks de controversiële keuze. | Guuske Kotte als dame, Peter Hoeksema als man, Wim Rijken als rechercheur, Edward Koldewijn als politieagent, John Vis als Bodyguard |
| 11                   | 63                 | As weird as it gets   |              | Er ontstaat een lekkage op de bovenverdieping en Nol besluit de rekening voor de reparatie door te sturen naar de jongeren. Omdat niemand van hun de rekening wil betalen, besluiten ze gezamenlijk om de gebeurtenissen van de betreffende ochtend te reconstrueren. Ze hopen hiermee te achterhalen wie verantwoordelijk is voor de lekkage, om zo te bepalen wie de reparatiekosten moet dragen. Deze speurtocht leidt tot een reeks beschuldigingen en onthullingen, waardoor het mysterie langzaam ontrafeld wordt. | Nienke Brinkhuis als Simone, Pieter de Jager als loodgieter                                                                          |
| 12                   | 64                 | Haarlem nights        |              | Riet overweegt Nol te verlaten omdat hij geen interesse toont in gezamenlijke activiteiten, wat haar eenzaam en ongewaardeerd laat voelen. Ondertussen ervaren Chris en Enno problemen in hun relatie omdat ze seksueel niet op dezelfde lijn zitten, wat spanningen veroorzaakt. Tegelijkertijd heeft Jimmy een nieuwe vriendin, maar hun intieme momenten worden verstoord doordat hij steeds in slaap valt na het vrijen. | Annick Boer als Shanti |
| 13                   | 65                 | Great balls for hire  |              | Chris stelt Jimmy voor een uitdaging: ze belooft met hem uit te gaan als hij Enno laat winnen tijdens een pot bowlen. Dit zet Jimmy in een lastige positie, waar hij kan kiezen tussen zijn eigen competitieve aard en de kans op een date met Chris. Ondertussen voelt Nol zich gefrustreerd en teleurgesteld omdat Riet de voorkeur geeft aan bingoavonden boven thuisblijven met hem, wat spanningen in hun relatie veroorzaakt. | Liesbet van Geert als serveerster |

## Seizoen 6 (1999)
| Aflevering (seizoen) | Aflevering (serie) | Titel                        | Uitzenddatum | Samenvatting | Bijzonderheden en gastrollen |
| -------------------- | ------------------ | ---------------------------- | ------------ | --- | --- |
| 1                    | 66                 | Houdt het dan nooit op       |              | Als Nol ontdekt dat de huizenmarkt gunstig blijk te zijn, probeert hij ten koste van iedereen zijn huis te verkopen. Jimmy en Lex hebben de mogelijkheid om het café over te kopen maar slagen er niet in de bank ervan te overtuigen hun een lening te verstrekken. | Tony Neef als Makelaar |
| 2                    | 67                 | Dromen zijn er toch          |              | Chris solliciteert als recensente bij een uitgeverij. Lex is wanhopig op zoek naar de (on)bekende vrouw met wie hij, na het openingsfeest van het café, een erotisch avontuur beleefde. | Wim Serlie als Uitgever Berendsen, Folmer Overdiep als Schrijver |
| 3                    | 68                 | Laat me niet alleen          |              | Jimmy heeft zijn handen vol, wanneer hij meerdere scharrels tegelijk tevreden probeert te houden. Lex komt tot een schokkende ontdekking. | Ghislaine Pierie als Barbara, Julika Marijn als Anouk, Femke Lakerveld als Margje, Adriaan Adriaanse als Gert |
| 4                    | 69                 | Ga daar maar liggen          |              | Jo concludeert dat een verhouding met Lex ongepast is, hoewel zij haar behoefte nauwelijks kan bedwingen. Jimmy blijkt fysiek niet opgewassen tegen zijn nieuwe vriendin. Nol speelt voor eigen rechter wanneer de huur niet betaald wordt. | Terence Schreurs als Tanya |
| 5                    | 70                 | Liefde tussen de barkrukken  |              | Chris zoekt haar toevlucht in een datingservice om haar ideale man te vinden. Door toedoen van Jimmy komt Chris in contact met een man die een verborgen kant blijkt te hebben. Riet is diep beledigd als Nol toestaat dat een klant aan haar zit. | Ben Ramakers als Berend en André van den Berg als cafébezoeker |
| 6                    | 71                 | Mag het ietsje meer zijn     |              | Jimmy heeft een vriendin wier naam hij is vergeten. Nol gaat het huis uit omdat Riet een kat als huisdier wil houden. Chris laat zien hoe je met een grote voorgevel veel invloed kan hebben. | Esther Waij als Rachel |
| 7                    | 72                 | Twee van die                 |              | Chris gaat uit met een collega die recensent is van een kroegenboek. Jimmy wil daarvan gebruiken maken om reclame te maken voor het café. Nol besluit thuis alcohol te gaan stoken maar Rietje mag dat niet weten. | Herman Boerman als Julian |
| 8                    | 73                 | Gooi je haar los             |              | Jimmy en Lex hebben ruzie, Jo probeert Miss Haarlem te worden en Nol krijgt vier Russische mannen thuis die zijn gestookte wodka willen kopen. | Georgy Devdariani als Rus |
| 9                    | 74                 | Leg het daar maar neer       |              | Jimmy, Jo en Chris worden ziek en Riet vindt een oude verhuisdoos die Nol voor haar verborgen heeft gehouden. | |
| 10                   | 75                 | Altijd hetzelfde gelazer     |              | Lex en Jo denken erover hun geheime relatie te openbaren en Riet wil dat Nol hun zilveren huwelijk organiseert. | Monique Smal en Niek Pancras als getuigen, Wim Wiertz als ambtenaar, Jeffrey Bakker als Taxichauffeur |
| 11                   | 76                 | Het is niet eerlijk verdeeld |              | Chris heeft weer geen man gevonden die bij haar past, dus Jo denkt dat Chris mogelijk niet op mannen valt. Riet wil de zieke tante van Nol in Den Haag bezoeken terwijl Nol liever thuis blijft om naar porno te kijken. | |
| 12                   | 77                 | De beste mag winnen          |              | Lex is afwezig en Jo mist hem. Chris heeft iets met een schrijver en Nol heeft een vakantievideo over Roemenië gekocht. | Alex Klaasen als Tadjadeh, Fleur van der Kieft als Emily |
| 13                   | 78                 | In gesprek                   |              | Jimmy, Chris, Jo en Lex hebben het gemak van de mobiele telefoon ontdekt. Om hun relatie geheim te houden, nemen Lex en Jo een apart mobieltje. Deze komt per toeval in handen van Jimmy waarna de geheime relatie aan het licht komt. Nol heeft Riet uitgenodigd om te gaan praten met een echtpaar die tien jaar in Roemenië heeft gewoond. Jimmy krijgt een aanbod dat hij niet wil weigeren maar moet daarvoor vertrekken naar Nijmegen. | In 1999 werd deze aflevering bij de eerste uitzending gekoppeld aan een belactie, waarbij kijkers zelf konden kiezen hoe de aflevering zou eindigen. Het einde van de aflevering werd later op de avond uitgezonden. Bij latere herhalingen en op dvd werd de beloproep weggelaten. Met Ank le Noble als vrouw |

## Seizoen 7 (2000)
| Aflevering (seizoen) | Aflevering (serie) | Titel                 | Uitzenddatum | Samenvatting | Bijzonderheden en gastrollen                                                     |
| -------------------- | ------------------ | --------------------- | ------------ | --- | -------------------------------------------------------------------------------- |
| 1                    | 79                 | A room without a view |              | Nu de zolder weer vrij is, heeft Nol deze zonder medeweten van Riet te koop aangeboden. Jimmy is terug uit Nijmegen en hoopt zijn oude kamer terug te krijgen. Omdat deze al bezet is door Lex, helpt Rietje Jimmy in het geheim aan een verblijfplaats in de kelder.                                                       | Nieuwe leader                                                                    |
| 2                    | 80                 | The goodbye girl      |              | Nol krijgt argwaan en denkt dat iemand hun huis binnendringt. Lex en Jo zijn te aanhankelijk aan elkaar en Chris en Jimmy adviseren hun om afstand te nemen. | Kirsten van Dissel als Maaike, Wim Bax als agent, Jacqueline Aronson als Cynthia |
| 3                    | 81                 | Opsporing verzocht    |              | Jo is spoorloos verdwenen en Lex maakt zich zorgen. Om Jo te vinden, proberen ze de vorige dag te reconstrueren. Jimmy heeft een nieuwe liefde die erg wantrouwend is. Nol weet nog steeds niet dat Jimmy in de kelder slaapt en denkt dat Riet een affaire heeft. Chris en Jimmy krijgen via de e-mail een bericht van Jo. | Laatste aflevering met Jo, Froukje de Both als Romy                              |
| 4                    | 82                 | Nina’s eerste         |              | Lex zit in zak en as vanwege het vertrek van Jo, die al snel vergeten is als haar nichtje, Nina, hun nieuwe huisgenote blijkt te zijn. Nol komt er door Nina achter dat hij als kind claustrofobie heeft ontwikkeld. | Eerste aflevering met Nina Anneke Beukman als Nina                               |
| 5                    | 83                 | Haarlem beauty        |              | Nol wordt door Riet verbannen naar de kelder omdat hij bijzonder veel interesse schijnt te hebben in Nina. Om hem te laten zien dat zij zonder hem kan, gaat Riet in het café werken. |                                                                                  |
| 6                    | 84                 | Moederdag             |              | In een poging om Nol en Riet te herenigen, nodigen Chris en Jimmy hun uit om te komen eten voor moederdag. Nol slaat de plank volledig mis wanneer hij denkt een verzoenend gebaar te maken. Riet krijgt vervolgens een wanhopige droom waarin ze de gewenste moederdag beleeft.                                            |                                                                                  |
| 7                    | 85                 | De intrigant          |              | Chris, Nina, Jimmy en Lex ontmoeten een jonge man die op slinkse wijze hun persoonlijke levenssfeer binnendring en bewust verdeeldheid zaait. Jimmy is de enige die niet voor zijn gedrag is en probeert zijn ware aard te tonen.                                                                                           |                                                                                  |
| 8                    | 86                 | De masterclass        |              | Rietje voelt zich ziek en is teleurgesteld dat Nol liever gaat vissen dan bij haar blijft. Jimmy geeft een masterclass culinair koken en probeert via de nieuwe vriend van Chris aan deelnemers te komen. |                                                                                  |
| 9                    | 87                 | Catch a match         |              | Chris begint een relatiebureau via internet. Nol lijkt als enige succes te hebben en ontvangt meerdere reacties van geïnteresseerde vrouwen. |                                                                                  |
| 10                   | 88                 | The making of         |              | Nina werkt mee aan een hulpproject voor dakloze kinderen en heeft de anderen ongevraagd ingeschreven. Om geld in te zamelen voeren ze een toneelstuk op van Sneeuwwitje en de zeven dwergen. Als ze horen dat toneelstuk op televisie komt, zijn ze ineens geïnteresseerd                                                   |                                                                                  |
| 11                   | 89                 | One man and a baby    |              | Jimmy heeft zich enorm vergist als hij gaat oppassen op de baby van zijn nieuwe scharrel. Jimmy blijkt niet bestand tegen het gehuil van de baby en heb slapeloze nachten. Nol blijkt de enige te zijn die de kleine op eenvoudige wijze stil weet te krijgen.                                                              |                                                                                  |
| 12                   | 90                 | Bachelor party        |              | Chris organiseert een vrijgezellenfeestje voor een oude schoolvriendin. In eerste instantie lijkt het aanstaande echtpaar heel verlegen en timide maar daar weten Jimmy en Nina verandering in te brengen. | Lottie Hellingman als Eefje, Marc Nochem als Arnie                               |
| 13                   | 91                 | Birds do it           |              | Nina voelt zich niet goed en denkt dat ze zwanger is. Lex probeert haar daarentegen te versieren maar heeft geen succes. Nol, Rietje, Jimmy en Chris komen vast te zitten in de kelder waar de spanningen tussen Chris en Jimmy zijn hoogtepunt bereiken.                                                                   |                                                                                  |

## Seizoen 8 (2001)
| Aflevering (seizoen) | Aflevering (serie) | Titel                      | Uitzenddatum | Samenvatting | Bijzonderheden en gastrollen                                                     |
| -------------------- | ------------------ | -------------------------- | ------------ | --- | -------------------------------------------------------------------------------- |
| 1                    | 92                 | Bye bye Chris              |              | Chris en Jimmy hebben elkaar dan toch eindelijk (in bed) gevonden. Het is duidelijk dat de twee gevoelens voor elkaar hebben maar weten niet hoe hiermee om te gaan. Intussen heeft Chris een baan bij Interpol aangeboden gekregen. Als Chris geen duidelijkheid krijgt van Jimmy, besluit ze op het aanbod in te gaan en vertrekt ze naar Parijs.                                                                       | Laatste aflevering met Chris                                                     |
| 2                    | 93                 | Strangers in the night     |              | Nina en Jimmy staan er nu alleen voor. In hun zoektocht naar een nieuwe huurder stuiten ze op de hysterische en opdringerige Suus. Suus is dolenthousiast en wil graag bij Jimmy en Nina komen wonen, maar die zien dat niet zo zitten. Jimmy ontmoet in het café Riets Nichtje, Tess, die net is aangekomen vanuit de VS. Tess en Jimmy hebben beiden een gebroken hart en lijken nog niet klaar voor een nieuwe liefde. | Eerste aflevering met Tess Angelique de Bruijne als Tess, Ingrid Desmet als Suus |
| 3                    | 94                 | ...En snaveltjes toe       |              | Tess is bij de Jimmy en Nina ingetrokken maar wordt nu al stapelgek van Jimmy. Om Tess zich een beetje thuis te voelen, wil Riet dat Nol de plafonds van de bovenverdieping gaat witten. Zo onhandig als Nol is, zit alles vervolgens onder de verf en zijn Nina en Tess genoodzaakt om elders te slapen. |                                                                                  |
| 4                    | 95                 | De transfer                |              | Riet wil haar kledingstijl veranderen en Nol moet voor de kosten opdraaien. Nina is zenuwachtig voor haar rijexamen en probeert van alles om rustig te blijven. Jimmy krijgt een baan aangeboden in een chique restaurant waarna zijn vriendschap met Lex op het spel komt te staan. |                                                                                  |
| 5                    | 96                 | De paspoortaffaire         |              | Nol en Riet houden een weddenschap waarbij Nol op kort termijn een baan moet vinden. Nol en Riet vertellen beiden hun strategie om te winnen in het geheim aan Nina. Nina kan alleen niet goed liegen en krijgt het zwaar. Tess kan een baan krijgen maar doet nogal geheimzinnig over haar paspoort. Lex vertrouwt het niet en denkt dat ze iets te verbergen heeft.                                                     | Folmer Overdiep als Hein, Boris van der Ham als Michel                           |
| 6                    | 97                 | Ik lounge, wij loungen     |              | Jimmy en Lex zitten met de handen in het haar nadat de klandizie van het café gedaald is. Tess helpt ze uit de brand door een businessplan te maken. Het café ombouwen tot lounge kan meer klanten trekken. Rietje besluit om zelf de klusjes toen doen omdat Nol het nalaat. |                                                                                  |
| 7                    | 98                 | What women want            |              | Nina probeert van haar hoogtevrees af te komen maar raakt gewond aan haar enkel. Nol biedt zich ongevraagd en opdringerig aan om Nina te helpen. Jimmy wordt, zonder dat hij het door heeft, verleid door een vrouw die misbruik van hem maakt. Tess heeft haar door en probeert Jimmy te helpen. | Peggy Jane de Schepper als Moniek                                                |
| 8                    | 99                 | Echte vrienden             |              | Riet heeft een reis naar Parijs gewonnen maar Nol wil niet mee. Nina heeft gesolliciteerd bij het bedrijf waar Tess werkt maar Tess vindt Nina ongeschikt. Nina probeert Tess te vleien om een goed woordje voor haar te doen. Lex is jarig en denkt dat zijn vrienden hem zijn vergeten. | Mylène Duijvestein als Cynthia, Cello Hoekstra als Adriaan                       |
| 9                    | 100                | De moord op Jacques d’A    |              | De jongeren en De Brouwers doen mee aan de Soundmixshow maar geen van hun is door. Uit wraak heeft Jimmy Jacques' bril weggehaald. Als Jacques zijn Bril komt halen, doen Nol, Nina, Tess en Lex er nog een schepje bovenop en wordt hij onwel van hun "zelf gebrouwen" koffie. Als ze denken dat ze Jacques vermoord hebben, komt de hysterische opdringerige Suus langs voor een handtekening van Jacques.              | 100e aflevering. Gastoptreden van Jacques d'Ancona                               |
| 10                   | 101                | De uitvreter               |              | Jimmy en Lex stuiten op een dakloze man die een oude bekende van Tess blijkt te zijn. Op het eerste oog lijkt hij zielig maar ondertussen maakt hij misbruik van de situatie. Nol heeft een nieuw wc-potje gekocht van hun spaargeld en denkt dat hij er meer aan kan verdienen. |                                                                                  |
| 11                   | 102                | I wanna hold your hand     |              | Nina's ex-vriend, Theodor, komt langs en Nina wil goed voor de dag komen. Theodor is nogal angstig en aanhankelijk aangelegd en als Nina een afspraak heeft voor haar werk, zitten Jimmy en Tess met Theodor opgescheept. Nol heeft kritiek op de kookkunsten van Rietje en als gevolg kan hij voortaan zijn eigen boontjes doppen.                                                                                       |                                                                                  |
| 12                   | 103                | Schat, ik ben thuis        |              | Tess's ex-echtgenoot is naar haar op zoek en heeft spijt dat hij haar heeft verlaten. Hij maakt echt geen goede beurt als Tess hem tegen het lijf loopt. Jimmy treedt vervolgens op als bemiddelaar om de twee te herenigen. | Hans Somers als Clemens                                                          |
| 13                   | 104                | Ja, ik wil... Nog een keer |              | Riet komt er tot haar schrik achter dat zij per ongeluk getrouwd is met de inmiddels overleden vader van Nol. Riet is woedend en stuurt Nol het huis uit. Jimmy en Lex hebben er baat bij dat het huwelijk wordt hersteld omdat Nol garant staat voor hun financiering van de nieuwe keuken in het café. Tess kent toevallig een oude vriendin die trouwambtenaar is en Nol en Riet met spoed in de echt kan verbinden.   | Laatste aflevering met Tess                                                      |

## Seizoen 9 (2002)
| Aflevering (seizoen) | Aflevering (serie) | Titel                      | Uitzenddatum | Samenvatting | Bijzonderheden en gastrollen                                                  |
| -------------------- | ------------------ | -------------------------- | ------------ | --- | ----------------------------------------------------------------------------- |
| 1                    | 105                | Iets met een kast          |              | Tess is teruggegaan naar Amerika en Lex neemt van de gelegenheid gebruik om haar oude kamer over te nemen. De kamer is echter al bezet door Eva, de biseksuele zus van Tess. Eva heeft ruzie met haar ex-huisgenoot, Dominique, die het goed wil maken. Jimmy en Lex denken dat hun een kans maken bij Dominique, maar zij blijkt, in tegenstelling tot Eva, niet op mannen te vallen. | Eerste aflevering met Eva Iris Stobbelaar als Eva Gonny Gaakeer als Dominique |
| 2                    | 106                | Valse concurrentie         |              | Rietje ontwikkelt gevoelens voor Lex wanneer hij haar helpt met klusjes, wat Nol ergert. Jimmy en Eva strijden om de aandacht van dezelfde vrouw, waarbij Jimmy indruk probeert te maken met extravagantie terwijl Eva minder succes lijkt te hebben met haar gedrag. Lex ziet zijn kans schoon wanneer Jimmy en Eva ruzie krijgen over een vrouw.                                     | Colette Nootenboom als Margje                                                 |
| 3                    | 107                | Kaas                       |              | Nina moet de huur aan Rietje betalen, maar heeft geen geld. Ze probeert tevergeefs geld te lenen van de anderen. Ondertussen hebben Nol en Lex samen geïnvesteerd in een partij kaas en proberen ze een manier te bedenken om deze te verkopen. | Adriaan Adriaanse als Willem                                                  |
| 4                    | 108                | The birdcage               |              | Riet heeft erotische dromen over Lex, terwijl Eva de opdracht krijgt om een fotoshoot met topmodellen te leiden. Om de fotoshoot goed te laten verlopen, heeft Eva professionals ingehuurd. Wanneer alles toch misgaat, moeten Jimmy en Lex bijspringen en doen alsof hun biseksueel zijn.                                                                                             |                                                                               |
| 5                    | 109                | De hakkelaar               |              | Eva krijgt bezoek van het bloedmooie topmodel Xandra. Jimmy wordt meteen verliefd op haar, maar weet niet hoe hij zich kan gedragen. Xandra manipuleert iedereen om haar heen, maar Jimmy en Nina zijn haar gedrag zat en besluiten haar een lesje te leren. | Betje Koolhaas als Xandra                                                     |
| 6                    | 110                | Een beetje smoorverliefd   |              | Jimmy raakt in de war wanneer hij verliefd wordt op Babette en vraagt Eva om advies, maar zij vindt Babette ook leuk. Ondertussen faket Lex dat hij ziek is om aandacht te krijgen van Nina nadat hij weer afgewezen is. |                                                                               |
| 7                    | 111                | Plaatselijke depressies    |              | Lex en Eva zijn somber omdat zij maar geen geluk in de liefde kunnen vinden. Rietje laat Nol weten dat zij ongelukkig is. Nol wil bewijzen dat hij nog steeds van haar houdt. Als Nina een anonieme liefdesbrief krijgt, neemt Nol de inhoud over voor een brief aan Rietje. Rietje vindt de brief en denk dat deze afkomstig is van Lex.                                              |                                                                               |
| 8                    | 112                | Ook gij, Brutus            |              | Lex zoekt naar manieren om de omzet van het café te verhogen. Eva stelt voor een Romeinse avond te organiseren, inclusief een act van "de moord op Caesar". Nol krijgt de rol van Caesar en gaat helemaal op in zijn rol. Tijdens de repetitie raakt hij echter geblesseerd aan zijn rug, waardoor het dreigt dat Nol zijn rol niet kan vervullen tijdens de act.                      |                                                                               |
| 9                    | 113                | Leidt ons niet in bekoring |              | Nols broer, Jan, komt op bezoek. Jan, een priester, had in het verleden een affaire met Rietje. Hij is eigenlijk gekomen om Rietje terug te winnen. Rietje staat nu voor de keuze tussen Nol en Jan. |                                                                               |
| 10                   | 114                | Een beetje dom             |              | Nina is betrokken bij een auto-ongeluk en raakt woedend. In haar woede slaat ze bijna de andere bestuurder in het gezicht, zonder te weten dat het de kroonprins is. Hierdoor wordt Nina achtervolgd door een leger van journalisten en moet ze onderduiken. | Gastrol van Peter van der Vorst                                               |
| 11                   | 115                | Sessies met Suus           |              | Nina heeft onbewust een cursus besteld via een telemarketingbedrijf, maar ze weet niet dat deze wordt verzorgd door de opdringerige Suus. Wanneer Suus arriveert, proberen alle anderen haar te ontlopen. Jimmy is vooral bang voor Suus en probeert zich te verstoppen. Ondanks hun pogingen kan Suus de sessie beginnen. Uiteindelijk offert Jimmy zich op om van haar af te komen.  |                                                                               |
| 12                   | 116                | Dag lieve oude woning      |              | Nol en Rietje moeten verhuizen naar de bovenverdieping omdat de benedenverdieping verbouwd moet worden. Om plaats te maken, moet iedereen van kamer wisselen, maar dit verloopt niet soepel omdat iedereen zijn eigen plek probeert te claimen. Daarnaast ontvangt Nol bericht van de gemeente dat hun huis gesloopt zal worden vanwege problemen met het fundament                    |                                                                               |
| 13                   | 117                | Dag lieve oude woning II   |              | Lex is depressief vanwege de sloop van het huis en negeert zelfs Nina. Met de wetenschap dat iedereen zal moeten verhuizen, besluiten Nina en Eva om nog een laatste keer met Jimmy en Lex naar bed te gaan. Echter, Jimmy en Lex hebben eigenlijk al andere plannen. |                                                                               |

## Seizoen 10 (2003)
| Aflevering (seizoen) | Aflevering (serie) | Titel                         | Uitzenddatum | Samenvatting | Bijzonderheden en gastrollen                |
| -------------------- | ------------------ | ----------------------------- | ------------ | --- | ------------------------------------------- |
| 1                    | 118                | De tweeling                   |              | Door Nols toedoen moet de kelder verbouwd worden, waardoor Lex genoodzaakt is om boven bij Nina en Eva op de bank te slapen. Lex's slordige gedrag drijft Nina en Eva tot wanhoop. In een poging om Lex weg te krijgen, sluit Eva een deal met Jimmy: als hij Lex uit het huis weet te werken, mag hij uitgaan met een vriendin van Eva. Jimmy kiest voor een tweeling en samen met Eva regelen ze een dubbele date. |                                             |
| 2                    | 119                | How to dump a lover           |              | Jimmy probeert het uit te maken met een vrouw, maar na meerdere pogingen lukt dit niet omdat zij standvastig is en niet wil accepteren dat hun relatie voorbij is. Wanneer Jimmy uiteindelijk op een groffe manier de relatie beëindigt, begrijpt zij het eindelijk en besluit ze wraak te nemen. |                                             |
| 3                    | 120                | The beauty and the beast      |              | |                                             |
| 4                    | 121                | Buffy’s en bocheltjes         |              | |                                             |
| 5                    | 122                | Daten is plezier voor drie    |              | |                                             |
| 6                    | 123                | Een stukje beveiliging        |              | |                                             |
| 7                    | 124                | Gorgonzola baby               |              | |                                             |
| 8                    | 125                | Puzzelnijd                    |              | | Deels opgenomen in de tv-studio's Aalsmeer. |
| 9                    | 126                | Hiep hiep hyperactief         |              | Nina rijdt per ongeluk met Jimmy's auto een miljonair aan en helaas is Jimmy niet verzekerd. Hierdoor zijn ze overgeleverd aan de genade van een man die altijd zijn zin wil hebben. | Met Walter Crommelin als Jan-Barend Pennink |
| 10                   | 127                | Zie Nol schijnt door de bomen |              | |                                             |
| 11                   | 128                | Ratrace                       |              | |                                             |
| 12                   | 129                | Het groene monster            |              | |                                             |
| 13                   | 130                | Stille nacht, Suus nacht      |              | |                                             |